# 国際カヌー連盟
国際カヌー連盟（International Canoe Federation、略語: ICF）は、スイスのローザンヌに本部を置くカヌーの国際競技連盟。2022年現在171カ国・地域が加盟している。2022年10月現在の会長は、ドイツのトーマス・クニエツコ。

## 主催大会
- オリンピックのカヌー競技（主管）
- カヌースプリント世界選手権
- カヌースラローム世界選手権
- ワールドカップ